# Daphnia thorata
Daphnia thorata är en kräftdjursart som beskrevs av Forbes 1893. Daphnia thorata ingår i släktet Daphnia och familjen Daphniidae. Inga underarter finns listade i Catalogue of Life.